# François Hervé de Saint-Germain
Pour les autres membres de la famille, voir Famille de Saint-Germain.
François Charles Hervé de Saint Germain est un homme politique français.

## Biographie
Hervé de Saint-Germain du Houlme est né le  27 pluviôse an XI (16 février 1803) à Caen, fils de Samson de Saint-Germain Duhoulme et de Elisabeth Françoise Charlotte de Saint-Germain. Riche propriétaire terrien, il est président de la Société d'agriculture d'Avranches (1839), maire de Saint-Senier-sous-Avranches de 1837 à 1885, conseiller général de Villedieu-les-Poêles (Manche) de 1848 à 1880, président du Conseil général de la Manche de 1871 à 1880. Il est député de la Manche de 1849 à 1851, siégeant à droite, de 1852 à 1870, dans la majorité dynastique soutenant l'Empire, de 1871 à 1876, siégeant chez les monarchistes. Il est sénateur de la Manche de 1876 à 1879.
Chevalier de la Légion d'honneur (1854), officier (1862), commandeur (1868), Hervé de Saint-Germain du Houlme décéda à Avranches, le 26 octobre 1885.

## Sources
1. ↑  Acte de naissance de Caen An XI - 1802-1803 - page 238/602, acte N° 476

- « François Hervé de Saint-Germain », dans Adolphe Robert et Gaston Cougny, Dictionnaire des parlementaires français, Edgar Bourloton, 1889-1891 [détail de l’édition]
- Jean-François Bascans, Hervé de Saint Germain, sénateur de la IIIe République, tapuscrit, 2011 (Bibl. intercommunale d'Avranches).